# رئيس وزراء اليونان
رئيس وزراء الجمهورية الهيلينية (باليونانية: Πρωθυπουργός της Ενικής Δημοκρατίας، نقحرة: Prothypourgós tis Ellinikís Dimokratías)‏، ويشار إليه عادةً باسم رئيس وزراء اليونان (باليونانية: Πρωθυπουργός της Ενάδας، نقحرة: Prothypourgós tis Elládas)‏، هو رئيس حكومة الجمهورية الهيلينية وزعيم مجلس الوزراء اليوناني.
المقر الرسمي لصاحب المنصب (ولكن ليس مكان إقامته) هو قصر مكسيموس في وسط العاصمة أثينا، بعد إنشاء رئاسة الحكومة {{لغة-يونانية|Προεδρία της Κυβερνήσεως، نقحرة: Proedría tis Kyverníseos)، يُشار إلى المكتب إما باسم رئيس الوزراء أو رئيس الحكومة (Πρόεδρος της Κυβερνήσεως, Próedros tis Kyverníseos).